# Farādonbeh
Farādonbeh (persiska: فَرَه دُمبِه, فرادنبه, Farādombeh, فَرادُمبِه) är en ort i Iran.   Den ligger i provinsen Chahar Mahal och Bakhtiari, i den centrala delen av landet, 400 km söder om huvudstaden Teheran. Farādonbeh ligger 2 169 meter över havet och antalet invånare är 12 697.
Terrängen runt Farādonbeh är platt åt sydost, men åt nordväst är den kuperad.Runt Farādonbeh är det ganska tätbefolkat, med 62 invånare per kvadratkilometer. Närmaste större samhälle är Borūjen, 8,5 km sydost om Farādonbeh. Trakten runt Farādonbeh består till största delen av jordbruksmark.